# Eta2 Doradus
Pour les articles homonymes, voir Eta Doradus.
Désignations
Eta2 Doradus (η2 Doradus / η2 Dor) est une étoile variable de cinquième magnitude de la constellation australe de la Dorade. Elle présente une parallaxe annuelle de 4,53 mas mesurée par le satellite Gaia, ce qui permet d'en déduire qu'elle est distante d'environ 221 pc (∼721 al) de la Terre. Elle s'éloigne du Système solaire à une vitesse radiale héliocentrique de +35 km/s.
Eta2 Doradus est une étoile géante rouge évoluée de type spectral M2,5III. C'est une variable semi-régulière dont la magnitude apparente varie entre 4,94 et 5,09. Quatre périodes différentes de variation de 21,4, 21,8, 23,3 et 150,2 jours ont été identifiées. Le rayon de l'étoile est environ 82 fois plus grand que le rayon solaire, elle est 1 165 fois plus lumineuse que le Soleil et sa température de surface est de 3 726 K.